# Tapaiúnas
Os tapaiúnas, também conhecidos como tapayunas, beiço de pau, suyá novos ou suyá ocidentais e autodenominados kajkwakratxis são um grupo indígena que habita o estado brasileiro de Mato Grosso, mais precisamente o Parque Indígena do Xingu. Em 2010, o grupo era composto de 160 indivíduos (Ropkrãse Suiá e Teptanti Suiá).
Falam um idioma pertencente à família linguística Jê. Viviam originariamente na região do rio Arinos, perto do município de Diamantino, em Mato Grosso. Havia em seu território tradicional uma significativa diversidade de recursos naturais - seringueiras, minérios e madeiras - o que motivou a usurpação de suas terras por seringueiros, garimpeiros e madeireiros, entre outros invasores não indígenas.
Na década de 1970, o grupo foi vítima de envenenamento com a carne de uma anta, oferecida por invasores. Os 41 sobreviventes foram transferidos para o Parque Indígena do Xingu.
Nos anos 1980, após a morte de um importante líder e pajé, uma parte do grupo foi morar com os Mebengôkrê (Kayapó), na Terra Indígena Capoto-Jarina, o que provocou o enfraquecimento da sua língua e cultura.
Em 2010, os 160 tapaiúnas estavam distribuídas em aldeias na Terra Indígena Wawi e na Terra Indígena Capoto-Jarina.